# شترمرغان شاخدار
شترمرغان شاخدار یا کاسوآریان (نام علمی: Casuariidae) نام یک خانواده از راسته شترمرغ‌سانان شاخدار است.